# Петровское (Одоевский район)
Петровское — село в Одоевском районе Тульской области России.
В рамках административно-территориального устройства относится к Одоевской сельской администрации Одоевского района, в рамках организации местного самоуправления включается в сельское поселение Южно-Одоевское.

## География
Расположено в 9 км к западу от райцентра, посёлка городского типа Одоев, и в 76 км к юго-западу к областного центра, г. Тулы.

## Население
| 2002 | 2010 |
| ---- | ---- |
| 239  | ↘172 |